# مجلس إدارة هواية العناية بالقطط

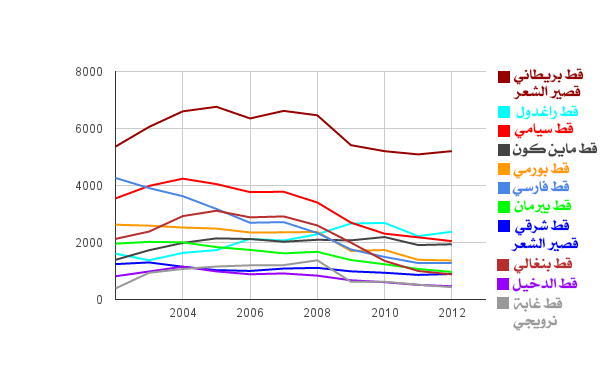
رسم بياني يوضح أكثر سلالات القطط شهرة في العشر السنوات الماضية.

مجلس إدارة هواية القط (بالإنجليزية: (Governing Council of the Cat Fancy (GCCF))‏، هي أكبر إدارة لتسجيل القطط الأصيلة البريطانية.